# 布塔洛醫院

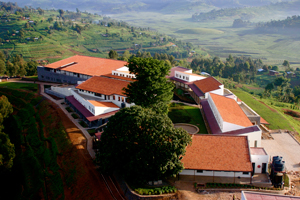
布塔洛醫院空拍圖

01°24′35″S 29°50′24″E / 1.40972°S 29.84000°E
布塔洛醫院為位於盧旺達北部省布雷拉縣的一家醫院。該醫院為一家區域型醫院，除服務布雷拉縣外，也為周邊其它地區提供醫療服務。

## 位置
布塔洛地區醫院坐落於盧旺達北部省布雷拉縣布塔洛區，位於盧旺達的首都兼最大城市基加利北方96公里處。

## 概要
布塔洛醫院擁有150張病床。該醫院在設計上除充分考量到環境因素，盡可能降低對周邊環境的不良影響，也考量到減少傳染病的傳播。該醫院的主要設施有急診室、加護病房、兒童病房、手術室和資訊室。全院設有無線網路，所有護理站皆配備筆記型電腦。此外，該醫院還配有視訊會議設備，能和哈佛醫學院和布萊根婦女醫院進行視訊連線。

## 歷史
布塔洛醫院由位於美國波士頓的MASS建築師事務所夥同盧旺達衛生部和總部位於美國波士頓的非營利組織衛生夥伴組織（Partners In Health）共同設計。醫院的興建工程於2008年12月展開，並於2011年1月24日正式開幕，開幕當日典禮由盧旺達總統保羅·卡加米親自主持。2008年醫院正式興建以前，該地曾是一座健康中心。
醫院的興建工程較原定計畫早一年完工，超過3,500名當地民眾參與了該醫院的興建工程。建材的使用方面，工程團隊選擇盡可能採用當地的建材，包括產自維龍加山脈的火山岩。

## 布塔洛卓越癌症中心
2012年7月，作為東非郊區的第一座癌症治療設施的布塔洛卓越癌症中心正式開幕。該項目由非營利組織衛生夥伴組織（Partners In Health）夥同丹娜－法伯癌症研究所（Dana-Farber Cancer Institute）和盧旺達政府共同完成。此外，知名賽車手傑夫·戈登的兒童基金會亦為該項目捐贈了150萬美元。

### 布塔洛癌症日間護理中心
該醫院的非住院設施於2013年完工，為無住院需求但需定期接受治療的癌症病患提供靜脈注射的化療服務。各種服務包括病理診斷、化學療法、手術、放射線療法之轉診、經濟補助和長期病情追蹤。
布塔洛癌症日間護理中心同樣由MASS建築師事務所負責建築設計，並由位於美國麻薩諸塞州沃本的卡明斯基金會（Cummings Foundation, Inc.）資助下完成。其它協同夥伴包括盧旺達政府、盧旺達生物醫學中心和位於美國波士頓丹娜－法伯癌症研究所（Dana-Farber Cancer Institute）和布萊根婦女醫院癌症中心（Brigham and Women's Hospital Cancer Center）。

## 外部連結
- 布塔洛醫院癌症中心 （页面存档备份，存于）（英文）